# Als die Erde schrie
Als die Erde schrie (Im Original: When the World Screamed) ist eine 1928 erschienene Kurzgeschichte des britischen Schriftstellers Sir Arthur Conan Doyle. Im Zentrum der Erzählung steht eine Expedition ins Innere der Erde, die sich als gigantischer Organismus herausstellt.
Diese Folge der Challenger Stories gehört zu den früheren Science-Fiction-Romanen in englischer Sprache, greift jedoch zugleich auch Elemente des Abenteuerromans auf.

## Handlung im Überblick
Die Geschichte wird aus der Perspektive des Herrn Peerless Jones erzählt, der mit Edward Malone, Professor Challengers Assistenten, konferiert:
Professor Challenger erwirbt ein scheinbar wertloses Grundstück in Hengist Down im englischen Sussex, wo er eine Siedlung für gut bezahlte und zum Schweigen verpflichtete Bergarbeiter errichtet; vorgeblich um nach Öl zu suchen, was auch die strengen Sicherheitsvorkehrungen erklären soll.
Als Jones im weiteren Verlauf Professor Challenger trifft, trägt dieser ihm die Hypothese vor, dass die Erde selbst ein gigantischer, lebender Organismus sei. Die Form der Erde als Geoid erklärt er mit der Ähnlichkeit zu einem Seeigel; das Weltwesen soll sich vom Äther selbst ernähren.
Da der Professor die Menschen im Verhältnis zum Weltwesen als „unendlich kleine Insekten“ betrachtet, geht er davon aus, dass ihre Existenz der Welt nicht bewusst ist.
In der Absicht dies zu ändern, lässt Challenger mitnichten nach Öl suchen, sondern acht Meilen tief in die Erdkruste bohren, um die Welt auf die Menschheit aufmerksam zu machen.
Als Reaktion auf die, unter den Augen der Öffentlichkeit durchgeführte, Bohrung wird eine gallertartige Flüssigkeit aus dem Loch ausgestoßen und überall auf der Welt brechen Vulkane aus, womit sich Challengers Hypothese als richtig erweist.
Ein neues Zeitalter hat begonnen, während Professor Challenger vom Staat Italien ob des durch ihn verursachten Ausbruchs des Ätnas verklagt wird.